# Nathan Adrian
Nathan Ghar-jun Adrian (* 7. Dezember 1988 in Bremerton) ist ein ehemaliger US-amerikanischer Freistilschwimmer. 2012 errang er einen Olympiasieg über 100 m Freistil.

## Werdegang
Bei den Kurzbahnweltmeisterschaften 2008 in Manchester gewann Adrian die Goldmedaille über 100 m Freistil vor dem Italiener Filippo Magnini. Mit der 4 × 100-m-Freistilstaffel, mit der er einen neuen Weltrekord aufstellen konnte, gewann er ebenfalls eine Goldmedaille. Außerdem holte er mit der 4 × 100-m-Lagenstaffel die Silbermedaille hinter den Russen.
Bei den Olympiatrials 2008 konnte er sich für keine Einzelentscheidung für die Olympischen Spiele 2008 in Peking qualifizieren. Über 100 m Freistil wurde er Vierter und über 50 m Freistil nur Sechster. Doch mit dem vierten Platz qualifizierte er sich für die 4 × 100-m-Freistilstaffel.
Bei den Olympischen Spielen in Rio de Janeiro gewann er in den Einzelrennen über 50 und 100 m Freistil die Bronzemedaille und mit den beiden Staffeln 4 × 100 m Freistil und 4 × 100 Lagen die Goldmedaille.

## Rekorde
| Weltrekorde (1)                                                    | Weltrekorde (1) | Weltrekorde (1)   | Weltrekorde (1) |
| ------------------------------------------------------------------ | --------------- | ----------------- | --------------- |
| 4 × 100 m Freistil (Kurzbahn) (mit Grevers, Weber-Gale und Phelps) | 03:03,30 min    | 19. Dezember 2009 | Manchester      |
| (Stand: 22. Oktober 2011)                                          |                 |                   |                 |